# Roland Leclerc
Pour les articles homonymes, voir Leclerc.
Roland Leclerc  né en 1946 et mort le 19 novembre 2003 est un prêtre catholique québécois. Il est particulièrement connu pour sa carrière dans le monde des médias. 

## Biographie
L'abbé Leclerc fut un prêtre du diocèse de Trois-Rivières au Québec (Canada). Il est diplômé en théologie de l'Université du Québec à Trois-Rivières et en communications de Sir George William University à Montréal. L'abbé Leclerc occupa divers postes dans le monde des médias. Directeur de l'Office des communications sociales à Trois-Rivières, de 1973 à 1981, il occupa un poste de responsable au secteur «Édu-Médias» à l'Office de la catéchèse du Québec de 1981 à 1991. 
Les talents de l'abbé Leclerc ont été retenus par la station de radio CKTM. Il a animé Phare sur le monde et Au cœur des événements. Il a également animé 2000 ans après Jésus-Christ et En toute amitié en plus d'animer et de commenter la visite de Jean-Paul II au Canada en 1984. Il fut également, à Radio-Canada, animateur et présentateur du Jour du Seigneur depuis 1971. Il fut aussi animateur du magazine télévisé Sur la Place-Parole et Vie produit par Auvidec et diffusé au canal communautaire, entre 1981 et 2004. À la radio, il a tenu l'antenne de l'émission «Bonjour» à Radiomutuel de 1990 à 1992 et fut l'instigateur de la série «Bonjour Famille» à CKSM, à Shawinigan. 
Toujours impliqué dans une paroisse, l'abbé Leclerc était curé de la paroisse Saint-Jean-Baptiste-de-la Salle à Trois-Rivières. Il était également président honoraire de l'organisme «Terre sans frontière» et participait à la campagne annuelle du Noël du pauvre. De même, il fut cofondateur et membre du conseil d'administration de la compagnie Auvidec inc. depuis 1984. Le tout, en assumant parallèlement diverses fonctions : il a écrit dans des journaux locaux et il est l'auteur de nombreux ouvrages, dont Agenda, le Jour du Seigneur aux Éditions Logiques (2002 et 2004) et Rencontres exceptionnelles, chez le même éditeur, en 2002.
Il est mort par noyade le 19 novembre 2003 dans les eaux du lac en Croix à Saint-Mathieu-du-Parc, au Québec (Canada). Il était âgé de 57 ans. Plus de 3500 personnes ont assisté aux obsèques de l'abbé Leclerc, célébrées à la Basilique Notre-Dame du Cap, le 29 novembre 2003. Il a été inhumé au cimetière Saint-Michel de Trois-Rivières.

## Distinctions
- 2004 Ordre de la Vérendrye (à titre posthume)
- 1988 Trophée «Humanisme et accomplissement personnel» lors de la finale Personnalité de l'année en Mauricie.
- 1987 Trophée annuel de l'Office des communications sociales (OCS) à Trois-Rivières.

## Citation
« Je crois que certains moments de notre vie portent un appel de la cinquième dimension de la vie. Par exemple, chaque fois que j'entends l'Alleluia de Haendel, je suis comme porté vers ce monde que l'Alleluia appelle.»